# Mury obronne Tallinna

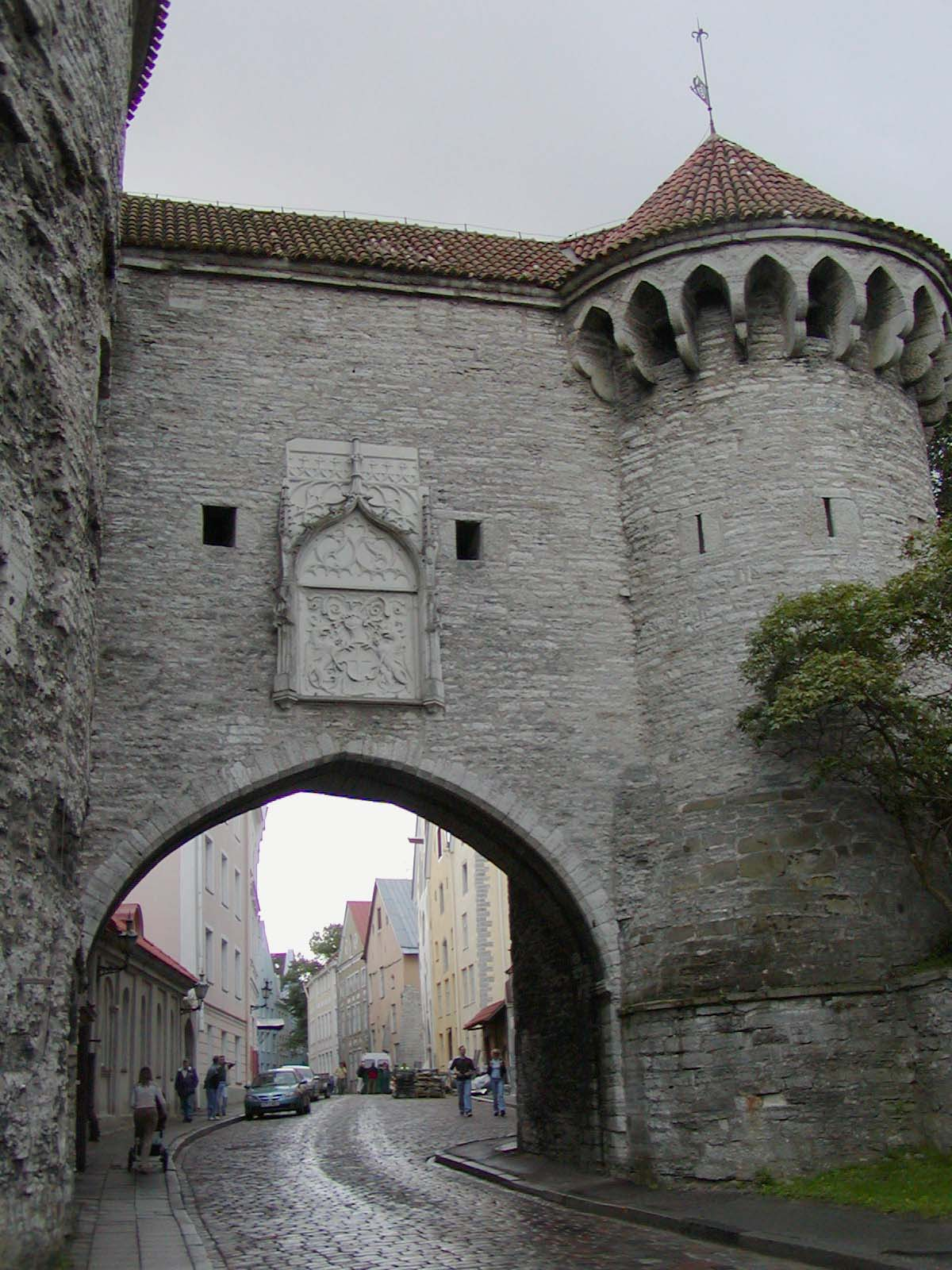
Wielka Brama Morska

Zespół murów obronnych i baszt wokół Starego Miasta w Tallinnie budowany był etapami od II poł. XIII w. do XVI w.

## Historia i architektura
Budowę murów obronnych i baszt rozpoczęto w 1265 r. na rozkaz królowej Małgorzaty Sambirii. Umocnienia wznoszone były z dostępnego na miejscu wapienia, początkowo miały wysokość pięciu metrów i grubość 1,5 m. Dokładny przebieg murów i rozmieszczenie baszt zostały zaprojektowane przez fortyfikatora Johannesa Kanne, któremu w 1310 r. król Eryk Menved powierzył zadanie zmodernizowania umocnień Rewla. Plan Kannego był realizowany bardzo powoli i zaprojektowane przez niego mury, i to nie w całości (bez północnego odcinka), ukończono dopiero w 1345 r. W roku następnym, gdy Rewel przeszedł w ręce zakonu krzyżackiego, budowa murów według projektu Kannego została ukończona. W 1355 r. zakończono prace nad ich północnym odcinkiem. Umocnienia osiągnęły wysokość 6,5 metra i grubość maksymalnie 2,3 metra. W II poł. XIV w. i na początku XV w. w murach budowane były baszty, których liczba do 1413 r. przekroczyła 30.
Ostatecznie w XV w. mury osiągnęły wysokość 16 m i grubość trzech metrów, natomiast czteropiętrowe baszty nawet 18–22 metrów. Umocnienia pełniły funkcje głównej linii obrony miasta do XVII w. Swoje wojskowe znaczenie straciły ostatecznie po wielkiej wojnie północnej. Wtedy też miasto zaczęło rozwijać się poza linią murów.

## Stan zachowania
Łączny obwód murów miejskich Starego Miasta w Tallinnie wynosi 3,8 km, z czego 2,4 przypada na Dolne Miasto, pozostała część – na Górne Miasto. W murach historycznie znajdowało się 46 baszt, z których przetrwały 22 (według innego źródła – 26).
W północno-zachodnim narożniku murów znajduje się baszta Kiek in de Kök, która w momencie budowy w XV w. była najpotężniejszą taką budowlą na dzisiejszym terytorium krajów bałtyckich. Druga podobna wieża, Gruba Małgorzata, wzniesiona w XVI w., położona jest w północnym narożniku zespołu miejskiego. Na północno-zachodnim odcinku murów Dolnego Miasta znajduje się osiem baszt: Grusbeketagune, Eppingi, Plate, Köismäe, Loewenschede, Nunnadetagune, Kudjala, Sauna oraz Nunna.

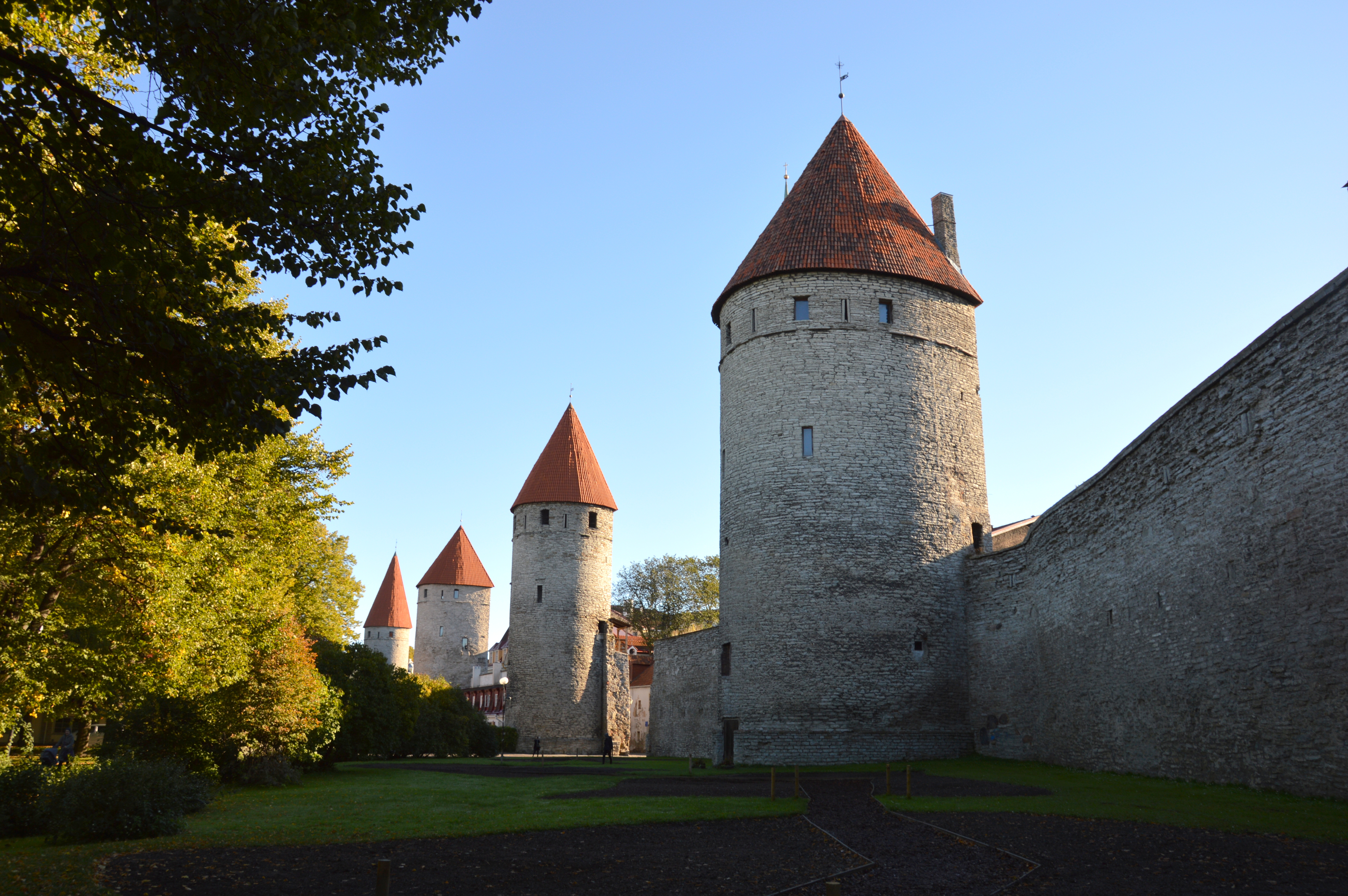
XIV-wieczne baszty w murze Dolnego Miasta, od strony zachodniej

W murach Dolnego Miasta znajdowało się sześć bram, wszystkie z basztami nadbramnymi. W XV w. bramy i prowadzące do nich mosty zwodzone ponad miejską fosą dodatkowo wzmocniono, wznosząc przed każdą z nich dwie niewielkie baszty. Przez Wielką Bramę Morską (Suur Rannavärav) wiódł wjazd od strony północnej, od północnego wschodu wzniesiono Małą Bramę Morską (Väike Rannavärav). Główny wschodni wjazd do miasta prowadził przez Bramę Viru. Na południowym wschodzie znajdowała się Brama Bydlęca (Karja-värav), na południu Brama Harju, na zachodzie Brama Mniszek (Nunnavärav). Większość tych obiektów – bram i baszt – została rozebrana, gdy straciła znaczenie obronne; przetrwały jedynie Wielka Brama Morska i częściowo Brama Viru.
Na Górne Miasto prowadziły natomiast jedynie dwie bramy: Długa Noga (Pikk jalg) dla wozów i jeźdźców, ukończona w 1380 r., oraz przeznaczona dla pieszych Krótka Noga (Lühike jalg) z XV w. Obie te bramy zachowały się.